# Rheine

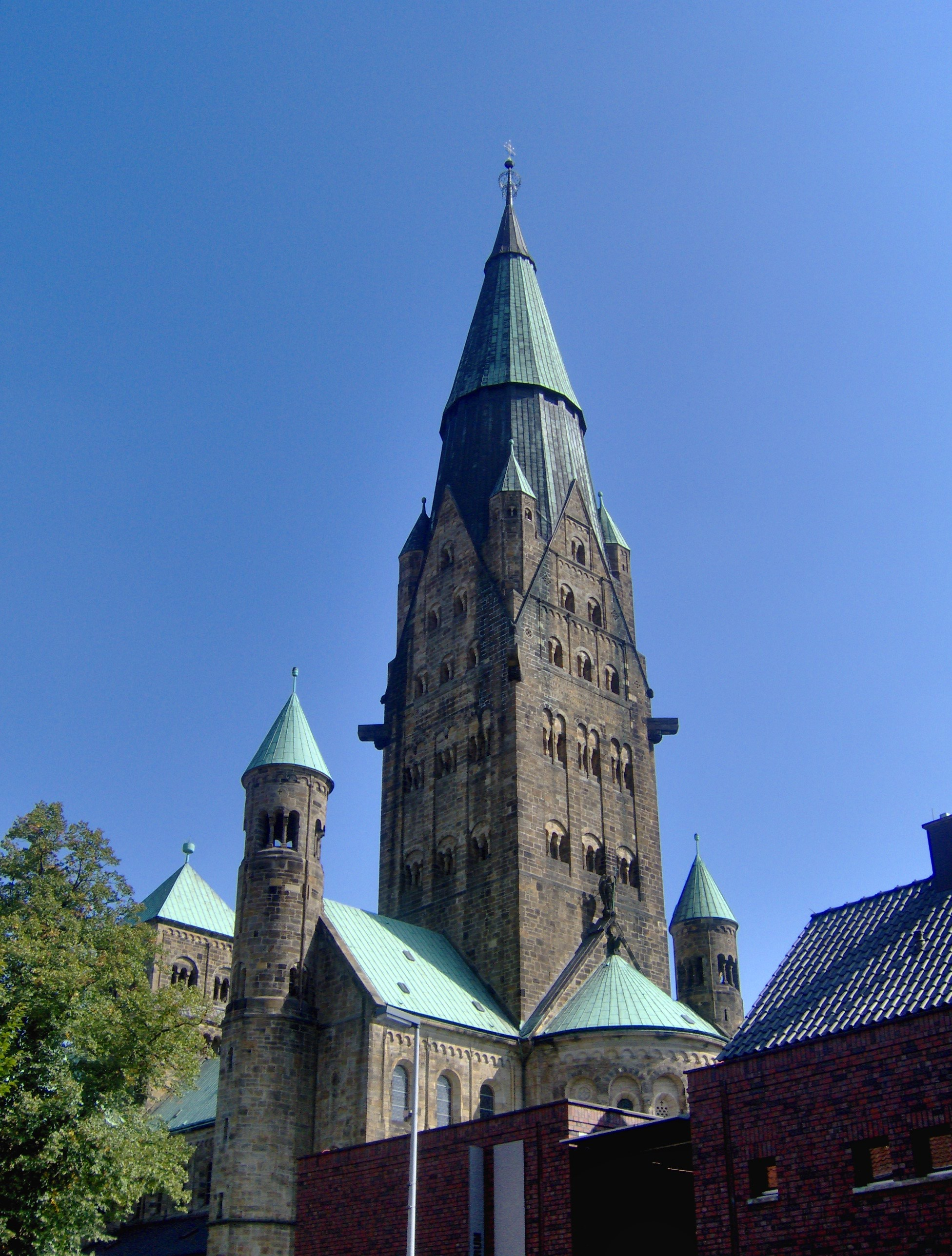
Basílica de San Antonio.

Rheine (pronunciación en alemán: /ˈʁaɪ̯nə/ⓘ) es una ciudad alemana en el distrito de Münster en Renania del Norte-Westfalia, situada a orillas del río Ems.
Fue fundado por los Francos en 838.
Tenía 76.355 habitantes a mediados del 2004.

## Ciudades hermanadas
- Borne en los Países Bajos
- Bernburg en Sajonia-Anhalt
- Leiría en Portugal
- Trakai en Lituania

## Deporte
- FC Eintracht Rheine juega en la Oberliga Westfalia.
- FFC Heike Rheine fue disuelto en 2016, jugaba en el Jahnstadion